# 范康 (東晉)
范康（？—？），東晉南阳順陽（今河南省淅川县李官桥镇）人，順陽范氏第四代。年輕時去世。其父范汪官至安北將軍、徐兗二州刺史。其子范弘之乃東晉儒家學者。

## 參见
- 順陽范氏